# Mont Komaki
Le mont Komaki (小牧山, Komakiyama) est une colline de 86 m d'altitude située dans la ville de Komaki dans la préfecture d'Aichi au Japon. Au XVIe siècle, le mont était coiffé du château de Komakiyama original construit par Oda Nobunaga. De nos jours cependant, l'ensemble de la montagne a été transformé en parc historique réputé pour ses sakura. Le château actuel, bâti en 1967, est une reconstitution du château de Nobunaga.

## Environnement
Le mont Komaki est situé au centre d'une vaste plaine, ce qui permet aux randonneurs d'avoir une vue dégagée sur la région environnante une fois le sommet atteint. Sa base s'étend sur 600 m d'est en ouest et 400 m du nord au sud sur une superficie d'environ 21 ha. Le premier château de Komakiyama est construit sur ordre de Nobunaga en 1563 ; cependant, la forteresse devient connue en 1584 au cours de la bataille de Komaki et Nagakute, lorsque Tokugawa Ieyasu s'en sert comme base. À l'intérieur du parc, les visiteurs peuvent trouver diverses ruines du château, y compris des puits et des murs en pierre ainsi que des objets plus anciens. Bien connue pour ses sakura, la partie nord de la montagne abrite de nombreux persea. C'est le seul endroit dans la région où ces arbres croissent naturellement.